# Dactyloscirus minys
Dactyloscirus minys är en spindeldjursart som beskrevs av Inayatullah 1996. Dactyloscirus minys ingår i släktet Dactyloscirus och familjen Cunaxidae. Inga underarter finns listade i Catalogue of Life.